# Cochimetl
Cochimetl es en la mitología mexica, el dios del comercio y de los mercaderes. Hermano del dios Yacatecuhtli.